# Região Geográfica Imediata de São Lourenço do Oeste
A Região Geográfica Imediata de São Lourenço do Oeste é uma das 24 regiões imediatas do estado brasileiro de Santa Catarina, uma das 7 regiões imediatas que compõem a Região Geográfica Intermediária de Chapecó e uma das 509 regiões imediatas no Brasil, criadas pelo IBGE em 2017. É composta de 6 municípios.